# Alfred Büllesbach
Alfred Büllesbach (* 29. Juli 1942 in Windthorst) ist ein deutscher Jurist und ehemaliger Landesdatenschutzbeauftragter der Freien Hansestadt Bremen. 

## Berufliche Tätigkeit
Büllesbach machte zunächst eine Ausbildung im Sozialversicherungsbereich bei der AOK. Nach dem Wehrdienst besuchte er das Münchenkolleg und erwarb 1968 das Abitur. Danach studierte er Rechtswissenschaften, Philosophie, Politikwissenschaften, Soziologie und Volkswirtschaftslehre und erlangte 1972 sein Diplom in politischer Wissenschaft an der Hochschule für Politik München sowie 1978 das zweite Staatsexamen als Jurist. 1984 promovierte er zum Dr. iur. mit einer Arbeit über Informationstechnologie und Datenschutz.
Vom 1. Juli 1983 bis August 1990 übte er das Amt des Landesdatenschutzbeauftragten der Freien Hansestadt Bremen aus. Zuvor war Büllesbach bereits seit März 1979 als stellvertretender Landesbeauftragter tätig. Danach wechselte er in die freie Wirtschaft und war 1995 bis 2006 Konzerndatenschutzbeauftragter bei Daimler-Benz, später bei DaimlerChrysler. Im Januar 2009 schloss sich Büllesbach als Berater dem Münchener Büro der Anwaltskanzlei Noerr an.

## Akademische Tätigkeit
Büllesbach lehrte im Fachbereich Rechtswissenschaft sowie im Fachbereich Mathematik und Informatik in Bremen. 1991 wurde er Honorarprofessor für Angewandte Informatik mit dem Schwerpunkt Rechtsinformatik.

## Sonstiges
Büllesbach war Mitglied der Gesellschaft für Recht und Verwaltungsinformatik. Nach deren Zusammenschluss mit der Deutschen Gesellschaft für Informatik und Recht zur Deutschen Gesellschaft für Recht und Informatik wurde Büllesbach im Jahr 1992 Leiter des Fachausschusses Datenschutz. 1997 wurde er Vorstandsmitglied, 1999 Erster Vorsitzender des Vorstandes und im Jahr 2001 in diesem Amt bestätigt.

## Werk
- Auswirkungen des Volkszählungsurteils. Bremerhaven 1984.
- Informationstechnologie und Datenschutz: Auswirkungen/Reformforderungen. München 1985.
- Staat im Wandel – mehr Dienstleistung, weniger Verwaltung. Köln 1995 (als Herausgeber).
- Datenschutz im Telekommunikationsrecht – Deregulierung und Datensicherheit in Europa. Köln 1997 (als Herausgeber).
- Datenschutz bei Informations- und Kommunikationsdiensten. Gutachten für die Friedrich-Ebert-Stiftung. Bonn 1998
- Datenverkehr ohne Datenschutz? – Eine globale Herausforderung. Köln 1999 (als Herausgeber).
- PC & Datenschutz – Vernetzte PC, Risiken und Sicherheitskonzepte. 6. Auflage, Frechen-Königsdorf 2000 (mit S. Dworatschek und H. -D. Koch).